# Halowe Mistrzostwa Polski Seniorów w Lekkoatletyce 1997
38. Halowe Mistrzostwa Polski Seniorów w Lekkoatletyce – zawody sportowe, które rozegrano 22 i 23 lutego 1997 w Spale, w hali Ośrodka Przygotowań Olimpijskich.
Nie rozegrano mistrzostw w chodzie sportowym.

## Rezultaty

### Mężczyźni
| Konkurencja:              | 1. miejsce                             | Rezultat | 2. miejsce                                                          | Rezultat | 3. miejsce                              | Rezultat |
| Bieg na 60 m              | Marcin Krzywański RKS Łódź             | 6,72     | Ryszard Pilarczyk Olimpia Poznań                                    | 6,73     | Piotr Balcerzak Skra Warszawa           | 6,74     |
| Bieg na 200 m             | Ryszard Pilarczyk Olimpia Poznań       | 21,40    | Robert Maćkowiak Śląsk Wrocław                                      | 21,50    | Piotr Haczek MKS Żywiec                 | 21,71    |
| Bieg na 400 m             | Tomasz Czubak Gryf-3 Słupsk            | 48,23    | Paweł Januszewski Skra Warszawa                                     | 48,28    | Piotr Rysiukiewicz Śląsk Wrocław        | 48,62    |
| Bieg na 800 m             | Wojciech Kałdowski AZS AWF Gdańsk      | 1:49,11  | Sebastian Miller AZS AWF Wrocław                                    | 1:50,14  | Wiesław Paradowski Legia Warszawa       | 1:50,25  |
| Bieg na 1500 m            | Piotr Rostkowski Gwardia Olsztyn       | 3:52,2   | Leszek Zblewski Oleśniczanka                                        | 3:53,0   | Maciej Wojciechowski Gryf 3 Słupsk      | 3:54,3   |
| Bieg na 3000 m            | Piotr Gładki Lechia Gdańsk             | 8:07,34  | Piotr Rostkowski Gwardia Olsztyn                                    | 8:15,04  | Rafał Wójcik Oleśniczanka               | 8:15,08  |
| Bieg na 60 m przez płotki | Ronald Mehlich AZS AWF Katowice        | 7,67     | Krzysztof Mehlich AZS AWF Katowice                                  | 7,83     | Paweł Rączka Gwardia Warszawa           | 7,95     |
| Skok wzwyż                | Szymon Kuźma AZS AWF Kraków            | 2,21     | Robert Kołodziejczyk Skra Warszawa                                  | 2,17     | Piotr Kuszneruk AZS AWF Biała Podlaska  | 2,13     |
| Skok o tyczce             | Krzysztof Kusiak Lechia Gdańsk         | 5,40     | Andrzej Gawenda Orzeł Warszawa Bogusław Kopkowski Zawisza Bydgoszcz | 4,80     |                                         |          |
| Skok w dal                | Krzysztof Łuczak Piast Głogów          | 7,89     | Grzegorz Marciniszyn Piast Głogów                                   | 7,63     | Rafał Wyrzykowski Vectra Włocławek      | 7,57     |
| Trójskok                  | Krzysztof Andrzejak Zawisza Bydgoszcz  | 16,08    | Krzysztof Łuczak Piast Głogów                                       | 16,02    | Krystian Ciemała AZS AWF Biała Podlaska | 15,91    |
| Pchnięcie kulą            | Przemysław Zabawski Podlasie Białystok | 17,61    | Piotr Perżyło Górnik Brzeszcze                                      | 17,27    | Mieczysław Szpak Sztorm Kołobrzeg       | 16,80    |
| Siedmiobój                | Maciej Chmara Zawisza Bydgoszcz        | 5431     | Grzegorz Stromiński AZS AWF Wrocław                                 | 5389     | Michał Wojtanowski AZS AWF Wrocław      | 4695     |

### Kobiety
| Konkurencja:              | 1. miejsce                           | Rezultat | 2. miejsce                            | Rezultat | 3. miejsce                                    | Rezultat |
| Bieg na 60 m              | Anna Leszczyńska Warszawianka        | 7,48     | Dorota Brodowska AZS AWF Warszawa     | 7,55     | Aldona Fogiel AZS AWF Warszawa                | 7,58     |
| Bieg na 200 m             | Anna Leszczyńska Warszawianka        | 24,48    | Małgorzata Bartczak Śląsk Wrocław     | 24,98    | Luiza Łańcuchowska Skra Warszawa              | 25,35    |
| Bieg na 400 m             | Sylwia Kwilińska AZS AWF Warszawa    | 55,42    | Inga Tarnawska Śląsk Wrocław          | 55,70    | Małgorzata Pskit Start Łódź                   | 55,75    |
| Bieg na 800 m             | Lidia Chojecka WLKS Siedlce          | 2:06,60  | Małgorzata Rydz AZS AWF Kraków        | 2:07,04  | Anna Jakubczak Skra Warszawa                  | 2:07,09  |
| Bieg na 1500 m            | Lidia Chojecka WLKS Siedlce          | 4:15,99  | Anna Jakubczak Skra Warszawa          | 4:18,57  | Dorota Fiut Zawisza Bydgoszcz                 | 4:20,26  |
| Bieg na 60 m przez płotki | Anna Leszczyńska Warszawianka        | 8,27     | Aldona Fogiel AZS AWF Warszawa        | 8,33     | Aneta Sosnowska Skra Warszawa                 | 8,35     |
| Skok wzwyż                | Urszula Włodarczyk AZS AWF Wrocław   | 1,84     | Elżbieta Rączka UNTS Warszawa         | 1,81     | Agnieszka Giedrojć-Juraha AZS AWF Gdańsk      | 1,81     |
| Skok w dal                | Agata Karczmarek Legia Warszawa      | 6,63     | Joanna Kościelny AKS Chorzów          | 6,20     | Dorota Brodowska AZS AWF Warszawa             | 6,03     |
| Trójskok                  | Ilona Pazoła Krokus Leszno           | 13,50    | Aneta Sadach Start Łódź               | 13,23    | Agata Listowska AZS AWF Gdańsk                | 12,85    |
| Pchnięcie kulą            | Krystyna Zabawska Podlasie Białystok | 18,54    | Katarzyna Żakowicz Podlasie Białystok | 17,91    | Agnieszka Ptaszkiewicz AZS AWF Biała Podlaska | 15,25    |
| Pięciobój                 | Izabela Wojszko                      | 3926     | Monika Wołowiec AZS AWF Wrocław       | 3783     | Elżbieta Rączka UNTS Warszawa                 | 3652     |